# Psaumes de la Passion

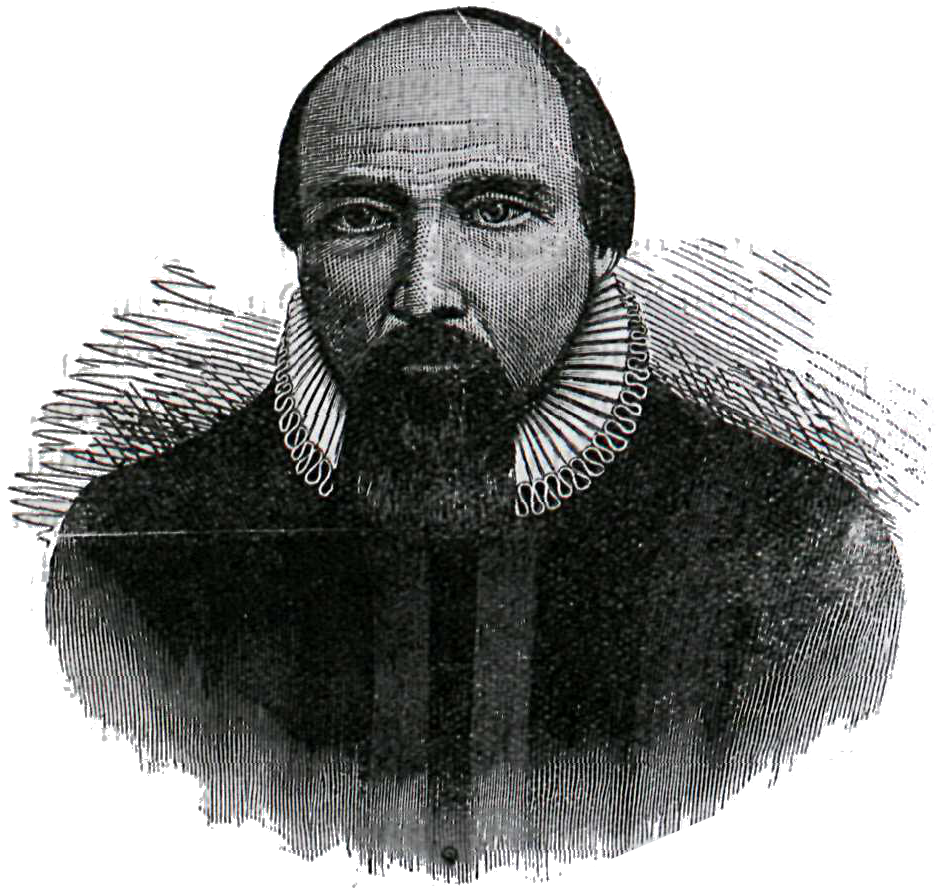
Hallgrímur Pétursson.

Les Psaumes de la Passion (en islandais Passíusálmar) sont une collection de cinquante poèmes écrits en 1659 par le poète et pasteur luthérien islandais Hallgrímur Pétursson. 
Par leur nombre, ils se rapprochent des Meditationes sacrae (1606) de Johann Gerhard et leur style, des poèmes sur la Passion du Christ d'Andreas Gryphius Tränen über das Leiden Jesu Christi (1657).
Ces hymnes sur la souffrance et la mort du Christ étaient un genre littéraire courant en Scandinavie et en Allemagne dès la fin du 17e siècle.
Ils étaient composés pour les cultes mais aussi pour un usage domestique, permettant aux populations rurales qui ne pouvaient pas se rendre à l'église, de suivre la liturgie de la semaine sainte chez eux. 
Si le style poétique du Passíusálmar est moins complexe que celui des autres compositions de Hallgrímur, il mêle images et réflexions abstraites, un trait propre à la littérature méditative. Son écriture est fondée sur des figures rhétoriques comme l'accumulation, les périphrases, l'apostrophe, les répétitions, chiasmes, antithèses, métaphores, oxymores. 
L'appellation Passíusálmar est un abrégé du titre originel : Historia pínunnar og dauðans Drottins vors Jesú Kristi, með hennar sérlegustu lærdóms-, áminningar- og huggunargreinum, ásamt bænum og þakkargjörðum, í sálmum og söngvísum með ýmsum tónum samsett og skrifuð anno 1659, (Histoire de la peine et de la douleur de notre Seigneur Jésus-Christ...).
Quelques hymnes du Passíusálmar ont été traduits et publiés en anglais par Charles Pilcher en 1913.